# مرادي (سيلتان)
مرادي (بالفارسية: مرادی) هي قرية تقع في إيران في قسم سيلتان الريفي.